# Ryjowniczka karłowata
Ryjowniczka karłowata, płaskogłówka malutka (Planigale maculata) – gatunek ssaka z podrodziny niełazów (Dasyurinae) w obrębie rodziny niełazowatych (Dasyuridae).

## Taksonomia
Gatunek po raz pierwszy zgodnie z zasadami nazewnictwa binominalnego opisał w 1851 roku angielski przyrodnik John Gould nadając mu nazwę Antechinus maculatus. Miejsce typowe to rzeka Clarence, niedaleko Clarence, Nowa Południowa Walia, Australia. Podgatunek maculata formalnie opisał w 1926 roku angielski zoolog Oldfield Thomas w randze podgatunku i nadając mu nazwę Phascogale minutissima sinualis. Miejsce typowe to Groote Eylandt, Terytorium Północne, Australia. Holotyp to młodociany samiec o sygnaturze BMNH 26.3.11.194 z kolekcji Muzeum Historii Naturalnej w Londynie; odłowiony 19 stycznia 1925 roku.
Planigale maculata prawdopodobnie zawiera kilka gatunków, szczególnie w Australii Zachodniej (Pilbara), Kimberley i Terytorium Północnym. Obecnie wyróżniane podgatunki czeka prawdopodobnie rewizja taksonomiczna, gdy zostanie nazwany nowy gatunek z Wyspy Barrowa w Australii Zachodniej.
Autorzy Illustrated Checklist of the Mammals of the World rozpoznają obecnie dwa podgatunków. 

## Etymologia
- Planigale: łac. planus „płaski”[12]; gr. γαλεη galeē lub γαλη galē „łasica”[13].
- maculata: łac. maculatus „cętkowany, plamisty”, od maculare „mieć plamki, cętki”, od macula „plamka”[14].

## Zasięg występowania
Ryjowniczka karłowata występuje w zależności od podgatunku:
- P. maculata maculata – wschodnia Australia, północny Queensland (Jork), od południa przez wschodnią część Queensland do wschodniej części Nowej Południowej Walii (Gosford), także na Wielkiej Wyspie Piaszczystej i Bribie.
- P. maculata sinualis – północna Australia, północna Australia Zachodnia, północne Terytorium Północne (wyspy Top End i Groote Eylandt).

Na Wyspie Barrowa u wybrzeży północnej Australii Zachodniej występuje populacja pierwotnie zaliczana do tego gatunku ale prawdopodobnie reprezentuje inny, wciąż nieopisany gatunek.

## Morfologia
Długość ciała (bez ogona) samic 6–8,3 cm, samców 5,2–8,4 cm, długość ogona samic 4,6–6,5 cm, samców 4,8–6,4 cm; masa ciała samic 3,5–17,2 g, samców 4–16,3 g. Wierzch ciała jest barwy od szarej do cynamonowej (czasami występują jasne plamki), spód ciała jest jaśniejszy. Silnie spłaszczona głowa o wysokości 3 mm i białym podbródku. Duże uszy i oczy. Długi ogon pokryty jest rzadszym futrem w stosunku do reszty ciała.
U samicy występuje dobrze rozwinięta torba, zwrócona otworem do tyłu.

## Ekologia

### Tryb życia
Ryjowniczka karłowata jest aktywna o zmierzchu i nocą. Jeśli brakuje pokarmu, można ją spotkać również w dzień. Gniazda budowane na ziemi są zamieszkiwane przez grupę zwierząt. W obrębie grupy społecznej tworzy się hierarchia. Potrafią wydawać różnorodne odgłosy. Płaska główka pozwala na przeciskanie się przez ciasne otwory, szczeliny podczas ucieczki lub polowania. Jeśli pożywienia jest mało lub warunki pogodowe są niekorzystne zapadają w odrętwienie (torpor). Ryjowniczka karłowata poluje głównie na owady, jaszczurki, drobne ssaki i ptaki. 

### Rozród
Ciąża u samic trwa 19-20 dni. Po tym okresie na świat przychodzi 4-11 (najczęściej 4-8) młodych. Rodzą się we wczesnym stadium rozwoju, wędrują do torby i żywią się mlekiem matki. W miarę wzrostu rozciągają torbę i stają się widoczne na zewnątrz. Młode opuszczają torbę matki po 28 dniach, rozpoczynają jedzenie stałego pokarmu po 55 dniach. Od matki uzależniają się po około 70 dniach. Dojrzałość płciową uzyskują po ukończeniu roku.

## Znaczenie
Na ryjowniczki polują większe niełazy, koty i sowy

## Zagrożenie i ochrona
W Czerwonej księdze gatunków zagrożonych Międzynarodowej Unii Ochrony Przyrody i Jej Zasobów został zaliczony do kategorii niskiego ryzyka LC.